# (9713) Oeax
(9713) Oeax ist ein Asteroid aus der Gruppe der Jupiter-Trojaner. Damit werden Asteroiden bezeichnet, die auf den Lagrange-Punkten auf der Bahn des Jupiter um die Sonne laufen. (9713) Oeax wurde am 19. September 1973 von C. J. und I. v. Houten-Groeneveld und Tom Gehrels am Palomar-Observatorium entdeckt. Er ist dem Lagrangepunkt L4 zugeordnet.
Der Asteroid ist nach der mythologischen Figur des Oiax, des Sohnes von König Nauplios von Euböa und Bruders von Palamedes, benannt.